# КК Канту
КК Канту (итал. Pallacanestro Cantù) је италијански кошаркашки клуб из Кантуа. Из спонзорских разлога пун назив клуба тренутно гласи ФоксТаун Канту (FoxTown Cantù). У сезони 2016/17. такмичи се у Серији А Италије.

## Успеси

### Национални
- Првенство Италије:
  - Првак (3): 1968, 1975, 1981.
  - Вицепрвак (3): 1980, 1995, 2011.

- Куп Италије:
  - Финалиста (4): 1997, 2003, 2011, 2012.

- Суперкуп Италије:
  - Победник (3): 2003, 2012.
  - Финалиста (1): 2011.

### Међународни
- Куп европских шампиона:
  - Победник (2): 1982, 1983.

- Куп победника купова:
  - Победник (4): 1977, 1978, 1979, 1981.
  - Финалиста (1): 1980.

- Куп Радивоја Кораћа:
  - Победник (4): 1973, 1974, 1975, 1991.
  - Финалиста (1): 1989.

- Интерконтинентални куп:
  - Победник (2): 1975, 1982.
  - Финалиста (1): 1983.

## Учинак у претходним сезонама
| Сез.     | Првенство Италије | Куп Италије  | Европско такмичење       | Европско такмичење |
| -------- | ----------------- | ------------ | ------------------------ | ------------------ |
| 2010/11. | Вицепрвак         | Финалиста    | Еврокуп — Топ 32         |                    |
| 2011/12. | Четвртфинале ПО   | Финалиста    | Евролига — Топ 16        |                    |
| 2012/13. | Полуфинале ПО     | Четвртфинале | Евролига — Топ 24        |                    |
| 2013/14. | Четвртфинале ПО   | Четвртфинале | Еврокуп — Топ 32         |                    |
| 2014/15. | Четвртфинале ПО   | -            | Еврокуп — Осмина финала  |                    |
| 2015/16. | 11. место         | —            | ФИБА Куп Европе — Топ 32 |                    |
| 2016/17. | 14. место         | —            | —                        |                    |
| 2017/18. | Четвртфинале ПО   | Полуфинале   | —                        |                    |
| 2018/19. | 10. место         | —            | —                        |                    |

## Тренери и председници
| Тренери: - 1941-1949 - Луиђи Кикориа - 1949-1951 - Енрико Гарбоси - 1951-1952 - Акиле Руспи - 1952-1953 - Еторе Теревази - 1953-1954 - Нандо Бути - 1954-1955 - Џејмс Стронг - 1956-1958 - Иси Марсан - 1958-1960 - Ђани Корсолини - 1960-1962 - Виторио Тракузи - 1962-1966 - Ђани Корсолини - 1966-1969 - Борислав Станковић - 1969-1979 - Арналдо Таурисано - 1979-1982 - Валерио Бјанкини - 1982-1983 - Ђанкарло Примо - 1983-1984 - Ђани Асти - 1984-1990 - Карло Рекалкати - 1990-1993 - Фабрицио Фратес - 1993-1994 - Антонио Дијаз-Мигел - 1993-1994 - Бруно Аригони - 1994-1996 - Ђанкарло Сако - 1995-1997 - Ђанфранко Ломбарди - 1997-1998 - Вирђинио Бернарди - 1997-1998 - Масимо Магри - 1999-2000 - Франко Чани - 2000-2007 - Стефано Сакрипанти - 2007-2009 - Лука Далмонте - 2009-2013 - Андреа Тринкијери | Председници: - 1945-1956 - Луиђи Молтени - 1956-1958 - Еторе Касела - 1958-1960 - Алдо Аљеви - 1962-1967 - Еторе Касела - 1967-1969 - Ерминио Касела - 1969-1995 - Алдо Аљеви - 1995-1999 - Франко Полти - 1999-2008 - Франческо Корадо - 2008-тренутно - Алесандро Корадо |

## Имена кроз историју
Кроз своју дугогодишњу историју клуб је често мењао имена, па се зависно од спонзора звао:
- 1936-1945: О. Н. Д. Канту
- 1945-1951: А. П. Канту
- 1951-1955: Миленка
- 1955-1956: Мобили Канту
- 1956-1958: Орансода
- 1958-1965: Фонте Левисима
- 1965-1969: Орансода
- 1969-1970: А. П. Канту
- 1970-1977: Форст
- 1977-1980: Габети
- 1980-1982: Сквиб
- 1982-1983: Форд
- 1983-1985: Џоли Коломбани
- 1985-1988: Арексонс
- 1988-1989: Вива Висмара
- 1989-1990: Висмара
- 1990-1994: Клир
- 1994-1999: Порти
- 1999-2000: Кантурина Сервизи
- 2000-2001: Полиформ
- 2001-2004: Орегон сајентифик
- 2004-2006: Вертикал вижн
- 2006-2008: Тисетанта
- 2008-2010: НЖЦ Медикал
- 2010-2012: Бенет
- 2012-2013: Леново
- 2013-: ФоксТаун

## Познатији играчи
- Пјетро Арадори
- Римантас Каукенас
- Манучар Маркоишвили
- Владимир Мицов
- Мирослав Пецарски
- Софоклис Схорцијанитис
- Алекс Тајус
- Бутси Торнтон
- Марко Шћекић